# Balitora nigrocorpa
Balitora nigrocorpa är en fiskart som beskrevs av Nguyen 2005. Balitora nigrocorpa ingår i släktet Balitora och familjen grönlingsfiskar. IUCN kategoriserar arten globalt som otillräckligt studerad. Inga underarter finns listade.